# 암스테르담 운하

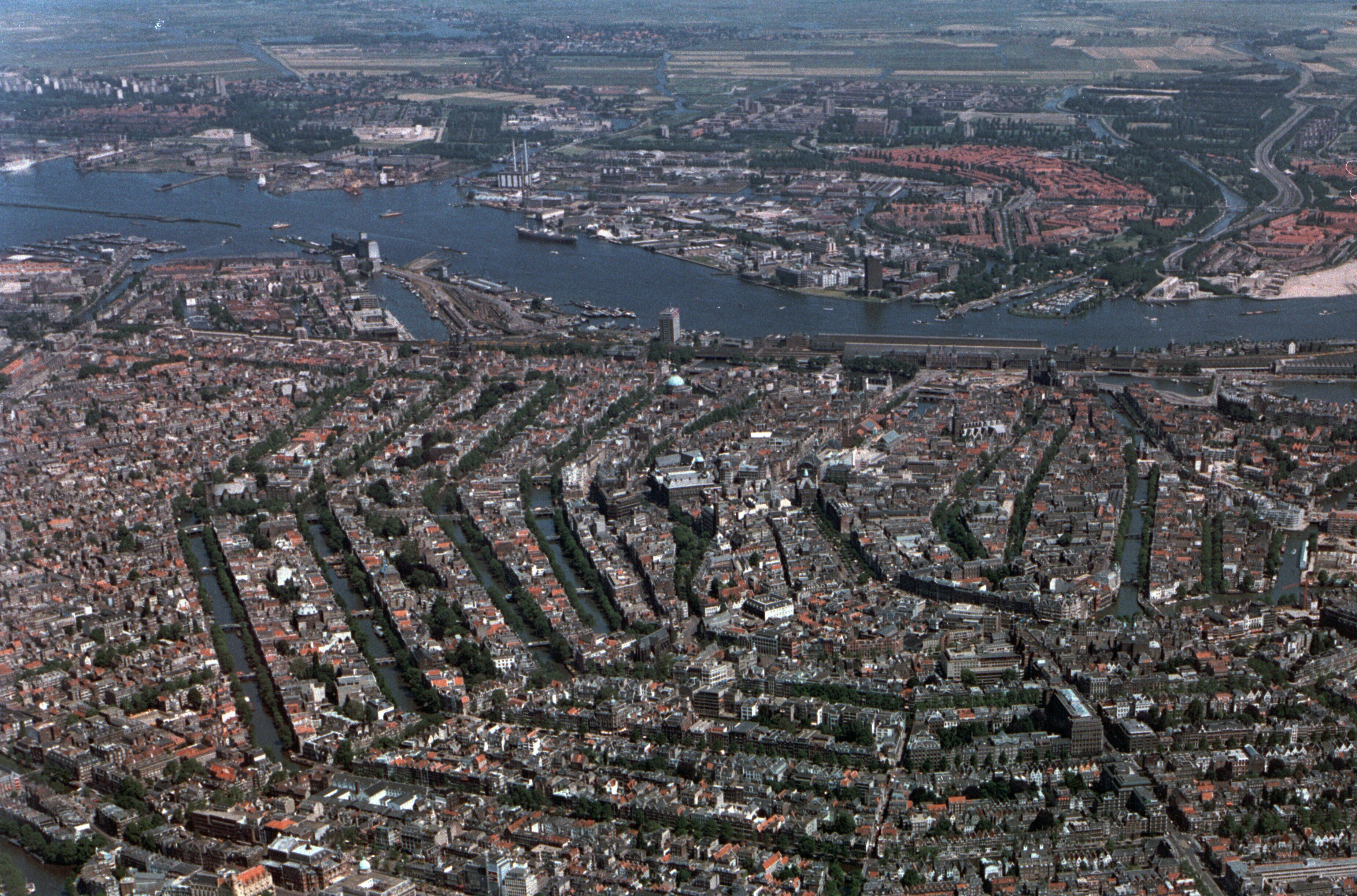
암스테르담 운하

암스테르담 운하(네덜란드어: Amsterdamse grachten)는 네덜란드 암스테르담에 있는 운하의 총칭으로, 100km 이상의 운하와 약 90 개의 섬, 그리고 1,500여개 다리로 구성되어 있다.
주요 운하인 헤런 운하(Herengracht, 귀족의 운하), 프린선 운하(Prinsengracht, 왕자의 운하), 케이저르 운하(Keizersgracht, 황제의 운하)는 모두 17세기에 굴착한 것으로, 도시 주위를 동심원 모양으로 둘러싸고 있다.